# Ministerresident
Als Ministerresident wurde eine bestimmte Rangstufe diplomatischer Vertreter bezeichnet.

## Geschichte

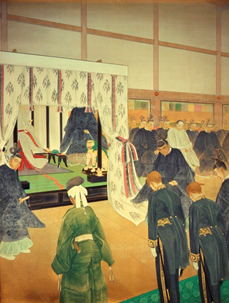
Kaiser Meiji empfängt am 23. März 1868 in Edo (Tokio) die beiden Ministerresidenten Dirk de Graeff van Polsbroek und Léon Roches als erste westliche Diplomaten in der japanischen Geschichte.

Die diplomatischen Beziehungen zwischen den Staaten wurden von alters her durch Gesandte wahrgenommen, die von einem Herrscher zum anderen gesandt wurden. Erst im 16. Jahrhundert entstand mit dem Ministerresidenten der Typus eines ständigen diplomatischen Vertreters.
Auf dem Wiener Kongress einigte man sich mit dem Protokoll vom 19. März 1815 auf ein Reglement über die Klassen und den Rang der eigentlichen Gesandten.
1. Botschafter, Großbotschafter (ambassadeurs), päpstliche Legaten (legati de oder a latere) und Nuntien
2. mit dem Titel eines Internuntius, Gesandten oder Ministers bei dem fremden Souverän beglaubigte Diplomaten (envoyés, ministres ou autres accrédités auprès des souverains)
3. Ministerresidenten (ministres résidents)
4. Geschäftsträger[2]

Die heute maßgebende Wiener Konvention von 1961 kennt die Klasse der Ministerresidenten nicht mehr, sondern nur noch die drei anderen.